# Ciències de la Terra

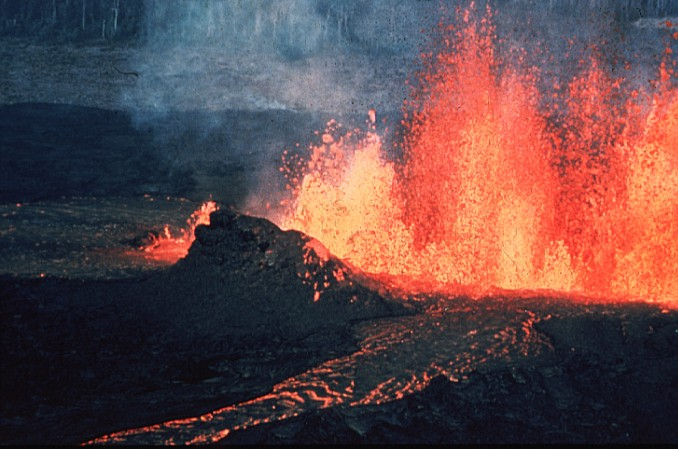
Una erupció d'un volcà és l'alliberament d'energia emmagatzemada des de sota la superfície de la Terra, procedent de la desintegració radioactiva i l'ordenament gravitacional en el nucli de la Terra i els mantells, i l'energia residual obtinguda durant la formació de la Terra.

Les ciències de la Terra estudien la Terra i els seus processos. També anomenades geociències són les disciplines de les ciències naturals que estudien l'estructura, morfologia, evolució i dinàmica del planeta Terra. Constitueix un cas particular de les ciències planetàries, les quals s'ocupen de l'estudi dels planetes del sistema solar.

## Rellevància
Les Ciències de la Terra constitueixen una eina per planificar una explotació racional dels recursos naturals, comprendre les causes que originen els fenòmens naturals que afecten a l'ésser humà i com l'ésser humà influeix en la naturalesa amb les seves accions.
D'altra banda, les ciències de la Terra ens permeten entendre els processos naturals que han afavorit i/o amenaçat la vida de l'home, i el seu estudi està lligat tant a l'estudi dels fluxos d'energia en la naturalesa i a l'aprofitament d'aquests, com a la prevenció de riscos mediambientals, sísmics, meteorològics i volcànics, entre d'altres.

## Història
Les ciències de la Terra es troben en constant evolució. La geografia de Plini el Vell només descrivia els elements de la superfície de la Terra sense relacionar-los a través de processos, i es donava poca importància a la dinàmica de canvis i la interacció amb els elements que componen el medi ambient. Durant els primers segles d'exploració europea s'inición una etapa de coneixement molt més detallat dels continents i oceans. Es van cartografiar detalladament, per exemple, les alineacions magnètiques en l'Oceà Atlàntic, que serien de gran utilitat per a la navegació intercontinental. El 1596, per exemple, Abraham Ortelius albira ja la hipòtesi de la deriva continental, precursora de la teoria de la tectònica de plaques. Abans, els exploradors espanyols i portuguesos havien acumulat un detallat coneixement del camp magnètic terrestre. El naixement dels conceptes bàsics de la geologia (gradualisme, superposició, etc.), al segle xvii i XVIII (p.e., James Hutton) o la meteorologia, va donar pas a una eclosió en l'estudi de la Terra. Avui les ciències de la Terra són una extensió més de les ciències físiques quantitatives basades en l'empirisme, l'experimentació i la reproducibilitat de les observacions.
D'altra banda també són ciències que ajuden a millorar la comprensió del planeta Terra, per poder brindar respostes davant dels desafiaments per preservar el medi ambient i assolir un desenvolupament sostenible.
En l'àmbit acadèmic, s'ha reconegut la importància de formar professionals en Ciències de la Terra que posseeixin una àmplia extensió de coneixements en diverses àrees com física, matemàtiques, biologia, química, geologia, entre d'altres. Aquests professionals estan capacitats per abordar problemes ambientals, geològics, climàtics, atmosfèrics i fins i tot espacials, oferint solucions i propostes per a diversos desafiaments.

## Particularitats respecte a altres ciències
Les ciències de la Terra abasten l'estudi temporal i espacial del planeta des d'un punt de vista físic, incloent la seva interacció amb els éssers vius. Les variades escales espaciotemporals de l'estructura i la història de la Terra fan que els processos que hi tenen lloc siguin resultat d'una complexa interacció entre processos de diferents escales espacials (des del mil·límetre fins als milers de quilòmetres) i temporals, que abasten des de les centèsimes de segon fins als milers de milions d'anys.
Un exemple d'aquesta complexitat és el diferent comportament mecànic que algunes roques tenen en funció dels processos que s'estudien: mentre les roques que componen el mantell superior responen elàsticament al pas de les ones sísmiques (amb períodes típics de fraccions de segon), es comporten com un fluid a les escales de temps de la tectònica de plaques.
Com que l'objecte d'estudi (la Terra) no és manipulable i l'obtenció de dades directes és limitada, les tècniques de simulació anàloga o computacional són de certa utilitat.

## Aplicacions generals
- Planificar una explotació racional dels recursos naturals.
- Comprendre les causes que originen els fenòmens naturals que afecten l'ésser humà i com això influeix en la naturalesa amb les seves accions.
- Entendre els processos naturals que han afavorit o amenaçat la vida de l'home.
- Estudiar els fluxos d'energia a la natura i el seu aprofitament.
- Prevenir riscos mediambientals, sísmics, meteorològics i volcànics, entre d'altres.[7]
- Estudi de la geologia, la litosfera i l'estructura a gran escala de l'interior de la Terra, així com l'atmosfera, la hidrosfera i la biosfera.

## Perfil professional
Normalment, els científics de la Terra utilitzen eines de la geologia, la cronologia, la física, la química, la geografia, la biologia i les matemàtiques per construir una comprensió quantitativa de com funciona i evoluciona la Terra. Els científics de la Terra treballen sovint sobre el terreny, potser escalant muntanyes, explorant el fons marí, arrossegant-se per coves o vorejant pantans. Mesuren i recullen mostres (com roques o aigua de riu) i registren les seves troballes en gràfics i mapes.
- Els meteoròlegs: prediuen el clima i estudien les causes de condicions climàtiques particulars mitjançant l'ús d'informació obtinguda de la terra, el mar i l'atmosfera superior.[8]
- Els hidròlegs: s'encarreguen d'avaluar la distribució, la circulació i les propietats físiques de les aigües subterrànies o superficials.[9]
- Els sismòlegs: es basen principalment en l'estudi del fenomen dels sismes, de la propagació de les ones sísmiques que travessen la Terra o altres cossos celestes, i de l'estructura i les propietats del subsòl en general.[10]
- Els geòlegs: exploren i busquen tresors a la natura, lluiten i excaven per trobar recursos tan vitals com l'aigua, a més de minerals i valuosos elements energètics com el petroli.[11]

## Disciplines
- Estudi de la Terra sòlida:
  - Geodèsia, estudi de la forma de la Terra.
  - Geofísica, estudi del planeta des del punt de vista de la física
  - Geologia, estudia el referent a les roques, el subsòl, terratrèmols, volcans i fòssils
  - Geomorfologia, estudia les formes de la superfície terrestre.
  - Geografia, estudia la relació i interacció de la superfície terrestre amb l'home.
  - Hidrologia, estudia de la distribució, espacial i temporal, i les propietats de l'aigua present en l'atmosfera i en l'escorça terrestre.
  - Paleontologia, estudia els fòssils de plantes i animals.
- Oceanografia (o oceanologia), estudia les ones, marees, corrents, fosses i vida marina.
- Ciència del sòl, estudia el sòl com a recurs natural.
- Climatologia, estudi del clima terrestre actual i en el passat geològic.
- Meteorologia, estudi de la dinàmica atmosfèrica i el temps meteorològic.

## Metodologia
Les metodologies varien en funció de la naturalesa dels subjectes estudiats. Els estudis acostumen a classificar-se en una d'aquestes tres categories: observacionals, experimentals o teòrics. Els científics de la Terra sovint fan sofisticades anàlisis informàtiques o visiten un lloc interessant per estudiar els fenòmens terrestres (per exemple, l'Antàrtida o les cadenes d'illes amb punts calents).
Una idea fundacional en les ciències de la Terra és la noció d'Uniformisme, que afirma que "els trets geològics antics s'interpreten mitjançant la comprensió dels processos actius que s'observen fàcilment". En altres paraules, qualsevol procés geològic que actuï en el present ha operat de la mateixa manera al llarg del temps geològic. Això permet als qui estudien la història de la Terra aplicar el coneixement de com funcionen els processos de la Terra en el present per comprendre com ha evolucionat i canviat el planeta al llarg de la història.

### Desglossament de les ciències de la Terra
Atmosfera
- Química atmosfèrica
- Geografia
  - Climatologia
  - Meteorologia
- Hidrometeorologia
- Paleoclimatologia

Biosfera
- Biogeoquímica
- Biogeografia
- Ecologia
  - Ecologia del paisatge
- Geoarqueologia
- Geomicrobiologia
- Paleontologia
  - Palinologia
  - Micropaleontologia

Hidrosfera
- Hidrologia
  - Hidrogeologia
- Limnologia (ciència de l'aigua dolça)
- Oceanografia (ciència marina)
  - Oceanografia química
  - Oceanografia física
  - Oceanografia biològica (biologia marina)
  - Oceanografia geològica (geologia marina)
    - Paleoceanografia

Litosfera (geosfera)
- Geologia
  - Geologia econòmica
  - Enginyeria geològica
  - Geologia ambiental
  - Geologia forense
  - Geologia històrica
    - Geologia quaternària

  - Geologia planetària i geografia planetària
  - Sedimentologia
  - Estratigrafia
  - Geologia estructural
- Geografia
  - Geografia humana
  - Geografia física
- Geoquímica
- Geomorfologia
- Geofísica
  - Geocronologia
  - Geodinàmica (vegeu també Tectònica)
  - Geomagnetisme
  - Gravimetria (també forma part de Geodèsia)
  - Sismologia
- Glaciologia
- Hidrogeologia
- Mineralogia
  - Cristal·lografia
  - Gemmologia
- Petrologia
  - Petrofísica
- Espeleologia
- Vulcanologia

Pedosfera
- Geografia
- Edafologia
  - Edafologia
  - Pedologia

Sistemes
- Ciència del sistema Terra
- Ciències ambientals
- Geografia
  - Geografia humana
  - Geografia física
- Hipòtesi Gaia
- Ecologia de sistemes
- Geologia de sistemes

Altres
- Geografia
  - Cartografia
  - Geoinformàtica
  - Geoestadística
  - Geodèsia i Topografia
  - Teledetecció
- Nanogeociència